# Tattoo Trippers
Tattoo Trippers is een Nederlands televisieprogramma dat werd uitgezonden door Veronica.

## Format
In het programma gaat elke aflevering een koppel bestaande uit bekende Nederlanders gezamenlijk op reis naar een land met een bijzondere traditie op het gebied van tatoeages. In het land gaan ze vervolgens op zoek naar de lokale technieken om een tatoeage te laten zetten. De koppels gaan pas naar huis als ze een betekenisvolle tatoeage hebben laten zetten door een plaatselijke tatoeëerder.

## Afleveringen en kandidaten
| Afl. | Uitzenddatum     | BN'er 1       | BN'er 2             | Land      |
| ---- | ---------------- | ------------- | ------------------- | --------- |
| 1    | 25 januari 2018  | Patricia Paay | Christina Curry     | Rusland   |
| 2    | 1 februari 2018  | Thomas Berge  | Tim den Besten      | Thailand  |
| 3    | 8 februari 2018  | Olcay Gulsen  | Dio                 | Bulgarije |
| 4    | 15 februari 2018 | Monica Geuze  | Kay Nambiar         | Japan     |
| 5    | 22 februari 2018 | Patty Brard   | Eva van de Wijdeven | Marokko   |

## Waardering
De kijkcijfers zijn sinds het begin van de eerste aflevering van het programma al aanzienlijk aan de lage kant. De eerste aflevering trok 171.000 kijkers, voor de tweede aflevering verloren ze ruim 100.000 kijkers en keken er dus nog maar 71.000 kijkers naar het programma.